# 鶴見祐輔
鶴見 祐輔（つるみ ゆうすけ、1885年〈明治8年〉1月3日 - 1973年〈昭和48年〉11月1日）は、大正時代から昭和時代にかけての日本の官僚、政治家、著述家。衆議院議員（4期）、参議院議員（1期）、厚生大臣。
英語を得意とし、第二次世界大戦にかけて米国の対日世論が厳しくなる時期に、現地での講演や出版などを通じて民間外交に尽力した。

## 来歴

### 生い立ち
1885年（明治8年）1月3日、群馬県多野郡新町で、官営新町紡績所の工場長をしていた父・良憲 と、母・琴子の次男、10人きょうだいの第四子として生まれる。一家は1895（明治28年）年9月に東京市赤坂へ、翌1896（明治29年）年1月に父の郷里である岡山県へ転居した。鶴見は1895年に新町立尋常小学校を卒業、新町立高等小学校に入学し、赤坂区立赤坂尋常高等小学校を経て、1898年に岡山市立岡山高等小学校を卒業。同年、旧制岡山県立岡山中学に入学。中学時代にヘンリー・モートン・スタンリーの『アフリカ探検記』を読んで「日本を抜け出して、世界に出て行かなければだめだ」と決心し、英語の勉強に熱中。1899年（明治32年）夏に一家が愛知県名古屋市へ転居した後は級友池田長康宅に寄寓して岡山中学に通学、池田とは生涯の親友となった。
1900年（明治33年）4月に名古屋で母が病死。中学時代の鶴見は野球に注力していて成績は芳しくなく、母が死に際して「お前はもっと学問のできる子であると思ったのに」と言ったことから、鶴見は母の墓前に首席卒業を誓ったとされる。またこの頃、父の事業が行き詰まり、家計が次第に逼迫していったことから、きょうだいを養い家計を支えるために学課の試験勉強に励んだともいわれている。
1903（明治36年）年3月、岡山中学を首席で卒業し、同年夏に一家が転居していた神奈川県小田原町（現：小田原市）へ移る。同年9月、旧制一高法科甲類（英法）へ次席で入学し、南寮10番に入寮。一高時代には英語教師だった夏目漱石の薫陶を受け、弁論部に所属して全寮茶話会で演説するなどし、撃剣部に所属して稽古掛を務めた。
1906年（明治39年）6月、一高英法科を首席で卒業し、同年7月、東京帝国大学法科大学政治学科（現在の東京大学法学部）に入学。同年10月に父が小田原で死去し、鶴見は長姉・敏子の嫁ぎ先だった廣田理太郎の支援を受け、東京市麹町区にあった廣田の家に寄寓して学業を続けた。
東大在学中に、自身の一高卒業後に一高の校長に就任した新渡戸稲造に心酔し、師事した。新渡戸は内政については民主主義の提唱者だったが、植民政策の実務に携わったことから帝国主義的対外発展に同情的で、鶴見も帝国主義の方へひかれていったとされる。学友の前田多門、石川鉄雄、藤井武、田島道治、青木得三、笠間杲雄、金井清、矢野真、岩永裕吉らと読書会を組織し、卒業まで毎月会合を開いた。

### 鉄道官僚
1910年（明治43年）7月、東京帝国大学法科大学政治学科を次席で卒業。同年11月、高等文官試験に合格し、新渡戸の紹介で内閣拓殖局に就職。翌1911年（明治44年）8月に新渡戸と親交のある後藤新平が初代総裁を務めていた鉄道院へ転じた。翌1912年（大正元年）11月に新渡戸の紹介により後藤の娘、愛子と結婚。
語学に長けていた鶴見は、1911年（明治44年）9月に新渡戸の秘書として初めて渡米、その後も国際会議への出席や後藤・新渡戸らに随行しての海外視察などでたびたび外国へ出張し、その経験をもとに旅行記や随筆を出版した。
1916年（大正5年）12月から、東京市内の麻布宮村町の自宅に帝大や一高の学生生徒を招き、月に1回、 河合栄治郎をはじめ官財界の様々な人物を講師とする「火曜会」（別名「ウィルソン倶楽部」）を開催、のちの新自由主義協会設立に発展した。
鉄道省運輸局総務課長 等を経て、1924年（大正13年）2月に鉄道監察官を以って退官。

### 講演旅行
退官直後の1924年（大正13年）4月、犬養系革新倶楽部青年層の支持を受けて衆議院議員選挙に岡山県第7区（真庭郡・久米郡）から立候補するも、落選した。
同年7月、親交のあったチャールズ・ビアード博士と前駐日大使モリスの勧めを受けて排日移民法施行後の米国へ渡り、ウィリアムズタウンの国政政治学協会をはじめ、200-300箇所の大学・諸団体で日本事情の英語講演を行う。1925年（大正14年）12月に帰国するまでの1年余、日本事情を紹介するとともに、排日移民法を非難して歩いた。
米国滞在中の1925年（大正14年）7月にはハワイ準州ホノルルで開かれた第1回太平洋会議に出席した。翌1926年（大正15年）4月、同会議が太平洋問題調査会となり、日本支部が設立されると理事に就任した。以後、1936年（昭和11年）に米国ヨセミテ国立公園アワニー・ホテルで開かれた第6回会議まで、第二次世界大戦前に行われた太平洋会議に鶴見は毎回出席している。
1926年（大正15年）、米国からの帰国後、後藤新平が前年から展開していた政治倫理化運動に参加し、帰国報告を兼ねて日本各地で遊説。1927年（昭和2年）5-6月には満洲、朝鮮、中華民国（中国）を講演旅行し、同年7月にホノルルで開催された第2回太平洋会議に出席し日本代表として声明を発表。
退官後、鶴見は著述により生計を立てるようになり、1927年（昭和2年）に軽井沢に建てた山荘で執筆活動に励んだ。同年には大日本雄辯會講談社からの依頼を受けて雑誌『婦人倶楽部』に小説『母』を連載した。

### 政界入り
1927年（昭和2年）11月、再び米国への講演旅行に出発したが、1928年（昭和3年）1月の解散総選挙を受けて旅行を中止して急遽帰国し、同年2月の第16回衆議院議員総選挙に岡山第1区から立候補して当選。与党政友会と野党民政党の議席数が拮抗する中で、同年4月に新自由主義を標榜して小山邦太郎らと6人で新政党明政会を結成し、キャスティング・ボートを握った。同年7月、新自由主義協会を設立し、同年から翌年にかけて国会閉会期間中に「新自由主義運動」を標榜して全国を遊説。1928年（昭和3年）夏に軽井沢の別荘で『英雄待望論』を執筆、発行部数は50万部を超えた。同年9月渡米し、張作霖爆殺事件における日本の立場について講演旅行をして回り、同年12月に帰国。

### 明政会事件
1929年（昭和4年）4月、後藤新平が死去。翌1930年（昭和5年）1月、もと明政会所属議員の藤原米造が死去し、故人の代理人が検事局に告発したことをきっかけに、鶴見が島徳蔵ら政友会の関係者から、1928年（昭和3年）4月召集の第55臨時議会において民政党が提出した田中義一内閣不信任案に反対することを条件に金銭を受け取った疑惑が持ち上がった（明政会事件）。疑惑の中、同年2月に行われた第17回衆議院議員総選挙に岡山第1区から立候補するも、落選。同年3月に弟の鶴見定雄が大阪刑務所に収監され、鶴見も大阪地裁検事局で取調べを受けた。同年5月、鉄道省からの事務委託を受けて米国とカナダへ講演旅行に出発し、翌1931年（昭和6年）9月までの約1年4ヶ月間、帰国せずに各地を講演して回る。この頃一時期、不眠症、執筆不振となるが、旅行の後半には著述に没頭するようになった。
1931年（昭和6年）10月、満洲事変直後に上海で開催された第4回太平洋会議に出席し、満洲事変における日本の行動を擁護した。同年11-12月、満洲を視察。1932年（昭和7年）1月には、満洲の問題における日本の立場に関する講演旅行のため、再び渡米した。同年6月、欧州へ渡り、各国で日本事情について講演。米国を経由して1933年（昭和8年）1月に帰国した。

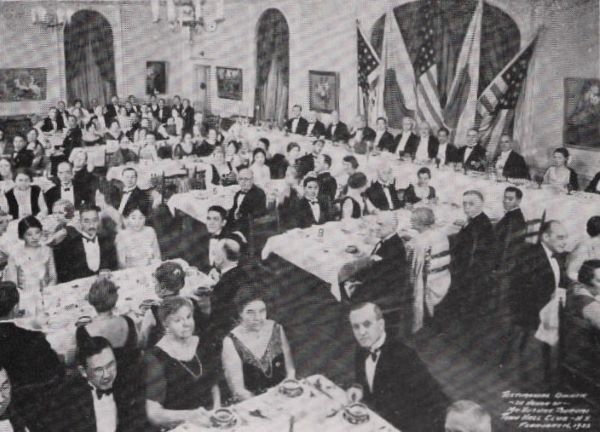
『母』を自ら英訳した『The Mother』の出版記念晩餐会（1932年2月16日）

この折とそれ以前の訪米における見聞を同年6月、790ページに及ぶ大著『欧米大陸遊記』を大日本雄辯會講談社から刊行した。満洲事変とそれに誘発された1932年（昭和7年）初頭の第一次上海事変により米国では日本批判が高まっており、鶴見は米国から、日本の立場を説明する特派大使を送るべきだと日本へ電報を数回打ったと回想している。また、1918年（大正7年）の訪米時に、ロシアで前年起きた革命で政権を握った共産主義者を嫌悪する米国世論がロシア人には好意的なのはロシア文学の魅力ゆえであると痛感し、日本文学の英訳を日米両国の出版界に働きかけてきたもののはかばかしい反応が得られず、米国人ヘンクルの申し出を受けて自作小説『母』を自ら英訳。その出版記念晩餐会が1932年2月16日、ニューヨーク43丁目のタウンホールで開かれた。二人の米国人が、日本を批判するスピーチをしたが、鶴見は直接の反論を避けるべきだと判断し、また司会が米国側にも排日移民法の問題あるを挙げてうまく締めくくったほか、他の米国側出席者たちから散会後、政治論を持ち出したのは悪趣味、場外れだと二人へ抗議があったという。この晩餐会では、帝大同窓生の堀内謙介在ニューヨーク総領事が挨拶したほか、鶴見は終了後、滞米中だったジャーナリストの清澤洌や平井好一、有吉眞次、河合英夫と、近所のアイスクリーム屋でソーダ水で祝杯をあげた。
1933年（昭和8年）1月に帰国してから約3年間、編集室を市政会館において後藤新平伝を執筆、並行して『プルターク英雄伝』を翻訳。同年10月に新渡戸稲造が死去し、一高などで追悼演説を行なった。翌1934年（昭和9年）に『プルターク英雄伝』を発行し、1935年（昭和10年）夏に『後藤新平』全四巻を脱稿。
明政会事件の報道の中では、鶴見が「弟に罪をなすりつけてアメリカへ逃げた」と報道した新聞もあり、鶴見の長男俊輔も鶴見が新自由主義協会の活動を放擲してアメリカへ逃げたと思っていた。満洲事変以降、日本では政界に対する軍部の圧力が強まり、同協会を含め自由主義者や第三党の活動は影を潜めた。新自由主義協会の機関誌『新自由主義』は1933年（昭和8年）9月に発禁となった。

### 戦時下の政界復帰
1936年（昭和12年）2月、立憲民政党に入党し、同党の公認候補として第19回衆議院議員総選挙に岩手第2区から立候補して当選。同年4月、民政党青年部長。
1937年（昭和12年）1月、永田秀次郎らと宇垣一成内閣成立に参画するも、陸軍の反対に遭って失敗。同年4月、衆院解散を受けて行われた衆院選では岩手第2区から立候補し、当選。同年5月、民政党岩手県支部長。同年12月、人民戦線派の一斉検挙で逮捕された姪の石本静枝の釈放に尽力した。同月、国民使節として渡米し、中学を中退していた俊輔を同行させる。
1938年（昭和13年）2月、訪問先のニューヨークから弟・定雄に、前年に勃発した日中戦争、特に南京事件を受けた米国での反日感情が高まっていることに触れ、米国との開戦を避けるために、国際商業会議所議長ワトソンを介して中国との和平調停工作を行うよう指示。1938年5月に設立された太平洋協会の常務理事に就任し、実質的に会を主宰した。同年10月、河合教授事件で河合栄治郎の著書が発禁となり、鶴見は係争中の河合を支援。
1940年（昭和15年）1月に成立した米内内閣で内務政務次官に就任するも、同年7月に同内閣は総辞職。同月から8月にかけて各政党は解党し、大政翼賛会に合流した。翌1941年12月、日本は米国や英国などを相手に太平洋戦争に突入した。戦時下の1942年（昭和17年）4月に行なわれた衆院選（いわゆる翼賛選挙）では岩手県第2区から立候補し、知米派の鶴見に対してアメリカ合衆国大統領の名を持ち出して「ローズヴェルトの親友を葬れ」と攻撃が加えられたが、当選を果たした。同月上旬には「対敵宣伝機関創設案」を起草し、陸海軍関係者、情報局陸軍関係者の賛同を得たが、情報局の反対に遭い、実現しなかった。鶴見はこの間、太平洋協会の仕事に従事し、1941年（昭和16年）12月から1943年（昭和18年）12月にかけてラジオに出演し、米国の国情を説明するなどした。
1944年（昭和19年）9月、 翼賛政治会（1945年3月以降は大日本政治会）の総務となる。同年12月、九段の憲兵隊司令部で取り調べを受ける。同月、小磯内閣で政府が設立した朝鮮及台湾在住同胞政治処遇調査会の衆議院代表委員。日本本土空襲で東京などが焦土と化しつつあった1945年（昭和20年）5月、熱海へ疎開。

### 戦後

#### 日本進歩党結成と公職追放
1945年（昭和20年）9月に大日本政治会は解散し、同会の旧民政党系と旧政友会中島知久平派の議員が合流して同年11月に日本進歩党を結成。鶴見は同党の幹事長に就任したが、大日本政治会で総務を務めていたことから1946年（昭和21年）1月に公職追放となる。この頃、敗戦により休眠状態となった太平洋協会の出版部を、俊輔や和子らが参加した雑誌『思想の科学』の出版のために提供した。1947年（昭和22年）9月、熱海から東京都世田谷区成城に移った。

#### 改進党顧問
1950年（昭和25年）10月に公職追放解除となり、旧政友と「水曜会」結成。同年11月に「太平洋文化協会」を設立、翌1951年（昭和26年）1月に幣原喜重郎ら36人と発起人に加わり国土防衛民主主義聯盟を旗揚げ、同年9月に旧民政党系の旧友会により結成された新政クラブに参画した。
1952年（昭和27年）2月、新政クラブほか4政治団体の有志による改進党結成にあたり、同党顧問に就任。同年10月の衆院選に岩手県第2区から出馬するも、落選。1953年（昭和28年）2月、改進党の常任顧問に就任、同年4月の第3回参議院議員通常選挙に全国区から立候補して当選。同年7月、太平洋文化協会を太平洋協会に改称、会長に就任。同年10月、改進党の「自衛軍基本法要綱案」起草委員。1954年（昭和29年）、参議院で各派共同提案により自衛隊の海外派兵禁止決議案を提出、原案通り可決成立。

#### 日本民主党顧問
1954年（昭和29年）11月、改進党の解党後、日本民主党 （総裁鳩山一郎）結党に参加し、同党顧問に就任。同年12月に発足した 第1次鳩山一郎内閣で厚生大臣に就任した。

#### 自民党顧問、相談役
1955年（昭和30年）11月に保守合同で自由民主党（自民党）が結党されると、同党顧問に就任。
1956年（昭和31年）9月頃、参議院本会議で各派共同提案の「国際連合加入決議案」の代表として趣旨説明を行ない、起立多数で原案通り可決された。同年12月、参議院自民党から国連派遣政府代表顧問に推薦されるが、政局を理由に受諾せず。1957年（昭和32年）2月、自民党総務。1958年（昭和33年）3月、自民党相談役となった。

### 晩年
1959年（昭和34年）6月、自民党非公認のまま参院選岩手地方区から立候補するも、落選。同年11月、脳軟化症のため倒れ、東京大学医学部附属病院に1年間入院。鶴見が倒れた後、政治活動のために多額の借金をしていたことが分かり、娘の和子は借金返済のため成城の邸宅と軽井沢の別荘を売却し、1960年（昭和35年）9月に都内練馬区関町に購入した住宅に転居した。退院後は、関町の自宅で療養生活を送る。1964年（昭和39年）春の叙勲で勲二等旭日重光章受章（勲三等からの昇叙）。
1973年（昭和48年）10月末に容態が悪化し、11月1日、関町の自宅で死去、88歳。死没日をもって勲一等瑞宝章追贈、従四位から従三位に叙される。同月6日に普連土学園講堂で告別礼拝式が行われ、遺骨は多磨霊園の墓地に納められた。

## 人物

### 政治家として
- 石塚 (2010, p. 11)は、鶴見は集金能力のない清廉な政治家で、子分を養って派閥の長となる人ではなかった、と評している。
  - 鉄道省出身ではあったが、事務次官まで上り詰めたわけではなく、官僚組織をバックにすることはできなかった[127]。
  - 戦後は長老として顧問や相談役に祭り上げられ、厚生大臣を3ヵ月間務めたほかは、実権のある閣僚や党役員には就けなかった[127]。
- 国際会議で難しい内容の議論でさえ通訳は無用とされた英語の達者な人物でありスケールの大きな率直な人柄は周囲の信頼を集めた。[要出典]

### 趣味
鶴見はスポーツマンで、一高時代は剣道、生涯を通じてゴルフに親しんだ。

## 家族
- 妻の愛子（後藤新平の子）との間に2男2女をもうけた[4][128]。
  - 長女は社会学者の鶴見和子[4][128]。
  - 長男は哲学者の鶴見俊輔[4][128]。
    - 孫（俊輔の子）が歴史学者の鶴見太郎[129]。

  - 次女は法学者の内山尚三に嫁いだ[130]。
- 長姉は工学者で実業家の廣田理太郎に嫁いだ[4][131]。
  - 姪（長姉の子）が加藤シヅエ[4]。
- 弟は外交官となった鶴見憲[128]。
  - 甥（憲の子）が人類学者の鶴見良行[128]。

## 栄典
- 1940年（昭和15年）8月15日： 紀元二千六百年祝典記念章[132]

## 著書
旅行記、随筆、論文、小説、伝記など日本語の著書42種（57冊）がある。ベストセラーとしては、1928年（昭和3年）に出版した『英雄待望論』が50万部、1929年に出版した小説『母』が24万部発行されている。石塚 (2010, p. 13)は後世に残るものとして『後藤新平』と訳書『プルターク英雄伝』を挙げている。

### 単著
- 『南洋遊記』大日本雄弁会講談社、1917年
- 『欧米名士の印象』実業之日本社、1921年
- 『鶴見祐輔氏大講演集』大日本雄弁会講談社、1924年
- 『壇上・紙上・街上の人』大日本雄弁会講談社、1926年
- 『現代日本論』大日本雄弁会講談社、1927年
- 『中道を歩む心』講談社、1927年
- 『英雄待望論』大日本雄弁会講談社、1928年
- 『日本と世界』アルス、1929年
- 『母』大日本雄弁会講談社、1929年（新装版『母』上下、角川文庫、1955年）
- 『自由人の旅日記』日本評論社、1930年
- 『ナポレオン』大日本雄弁会講談社、1931年（新装版『ナポレオン』潮文庫、1969年）
- 『欧米大陸遊記』大日本雄弁会講談社、1933年
- 『バイロン』英雄天才史伝、大日本雄弁会講談社、1935年（新装版『バイロン』潮文庫、1960年）
- 『読書三昧』大日本雄弁会講談社、1936年
- 『ヂスレリー』英雄天才史伝、大日本雄弁会講談社、1936年（新装版『ディズレーリ』、潮文庫、1971年）
- 『新雄弁道』講談社、1941年
- 『成城だより』全8巻、太平洋出版社、1950年
  - （復刻版『鶴見祐輔著作集』全8巻、学術出版会、2010年）
- 『新英雄待望論』太平洋出版社、1951年
- 『北米遊説記』鶴見祐輔、1956年
- 『子』上下巻、角川書店、1957-58年
- 『ウィンストン・チャーチル』講談社、1958年（新装版『ウィンストン・チャーチル』講談社現代新書、1965年）
- 『若き日のともし灯』実業之日本社、1960年
- 『後藤新平』全4巻、勁草書房、1965-67年
  - （新装版『正伝後藤新平・決定版』全8巻と別巻、藤原書店、2004-07年）
- 『鶴見祐輔人物論選集』ダイヤモンド社、1968年

### 洋書の日本語訳
- 『ビスマーク』（英雄天才史伝、講談社、1935年）
- 『プルターク英雄伝』（改造社 全6巻、1935年）
  - 『プルターク英雄伝』（潮文庫 全8巻、1970-72年、新装再版1984年）
  - 『プルターク英雄伝』（潮出版社 全1巻、潮文学ライブラリー、2000年）

### 英語での出版
『欧米大陸遊記』巻末のリストによると、以下を米国で出版しているほか、1927年にジャパンタイムズから“Contemporary Japan”を刊行している。
- The History of Chinese Identities（1916年）
- The Reawakening of the Orient（1925年）
- They Believe（1926年）
- Present Day Japan（1926年）
- The Interpretation of American Foreign Policy（1930年）
- The Mother（1932年、『母』の英訳）

### 会見記
鶴見は各国の著名人にインタビューを行い、会見記を出版している。会見した人物には、ウッドロウ・ウィルソン、フランクリン・ルーズベルト、ダグラス・マッカーサー、ハーバート・ジョージ・ウェルズ、バーナード・ショウ、ジークムント・フロイト、ヨーゼフ・ゲッベルス、孫文、蔣介石、胡適らがいる。特にウィルソンを崇拝し、厖大な資料を収集していたが、伝記は書かずにこの世を去った。また特にチャールズ・ビアードと親交があった。

## 関連書籍
- 上品, 和馬『広報外交の先駆者 鶴見祐輔 1885-1973』藤原書店、2011年。ISBN 978-4894348035。
- 北岡, 寿逸 著、北岡寿逸 編『友情の人‐鶴見祐輔先生』私家版、1975年。